# Süderheistedt
Süderheistedt település Németországban, Schleswig-Holstein tartományban. Lakosainak száma 518 fő (2023. december 31.).

## Népesség
A település népességének változása:
| Lakosok száma | 554  | 522  | 523  | 511  | 518  |
|               | 2017 | 2019 | 2021 | 2022 | 2023 |